# Sarandë
Sarandë ou Saranda (em grego Άγιοι Σαράντα, em italiano Santi Quaranta) é uma cidade e município (em albanês:  bashkia) da Albânia. É a capital do  distrito de Sarandë na prefeitura de Vlorë. Sarandë é um dos mais importantes centros turísticos da Riviera Albanesa.